# セミカルバゾン

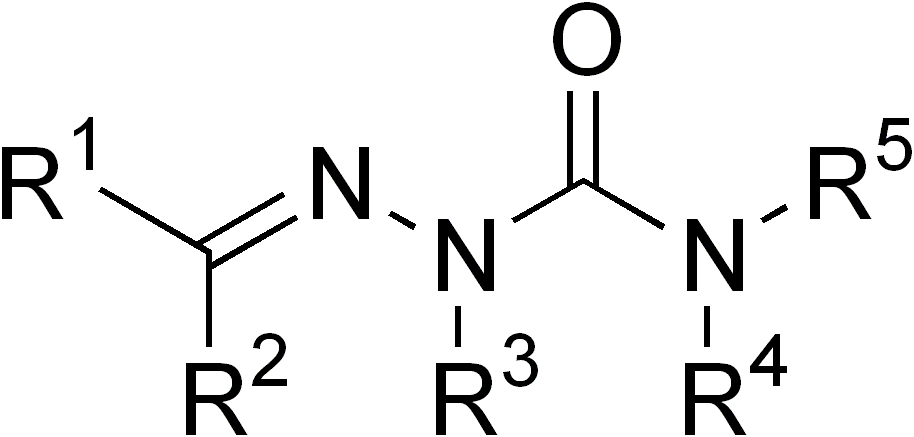
セミカルバゾンの一般的な化学構造

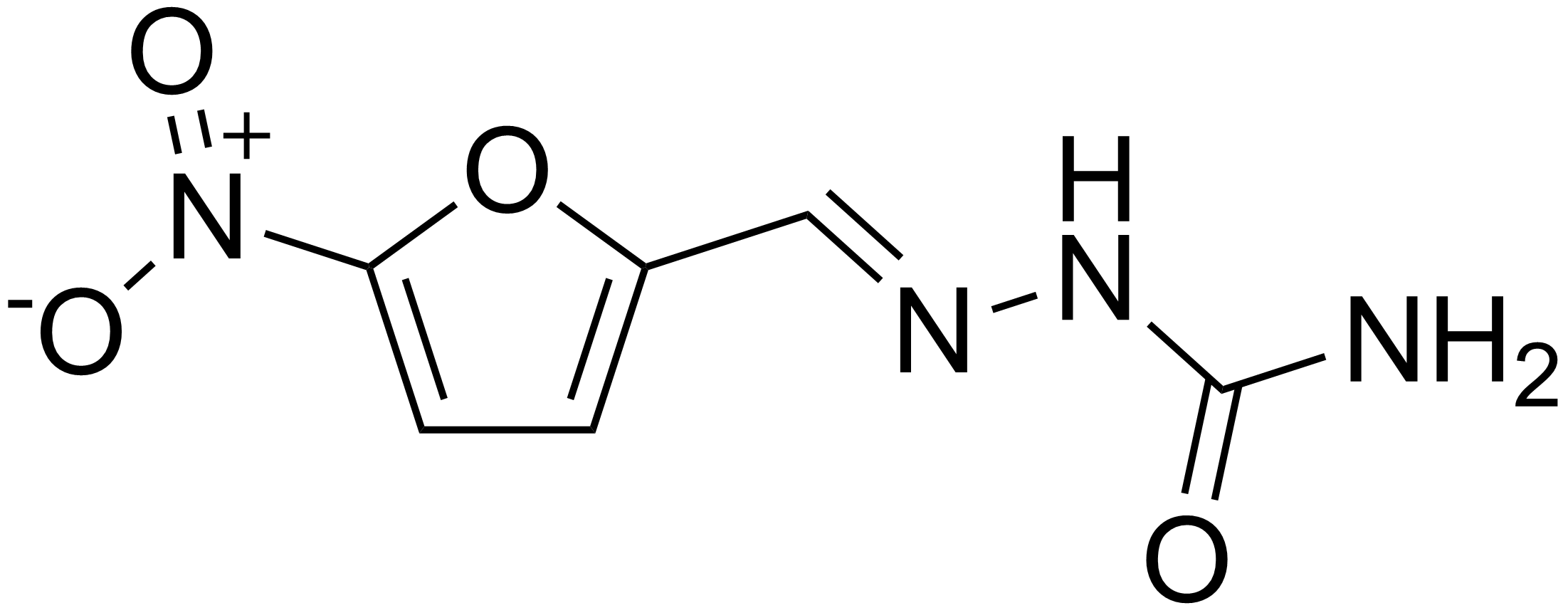
防腐剤などとして使われるニトロフラゾン

セミカルバゾン（英: Semicarbazone）は、有機化学においてケトンまたはアルデヒドとセミカルバジドとの縮合反応によって形成されるイミン誘導体を指す。アルデヒドやケトンとセミカルバジドの末端のNH2基との反応により形成されることからイミン誘導体に分類されるが、一級アミンときわめて類似した挙動を示す。

## 反応
ケトンとの反応
H2NNHC(=O)NH2 + RC(=O)R → R2C=NNHC(=O)NH2
アルデヒドとの反応
H2NNHC(=O)NH2 + RCHO → RCH=NNHC(=O)NH2
例えば、アセトンのセミカルバゾンは下記の構造を持つ。
(CH3)2C=NNHC(=O)NH2.

## 性質と用途
ニトロフラゾンやチオセミカルバゾンなど、いくつかのセミカルバゾンは、抗ウイルス活性および抗癌活性を有することが知られており、通常は細胞内の銅または鉄との結合を介して媒介される。多くのセミカルバゾンは結晶性固体であり、融点分析による親アルデヒド・ケトンの同定に有用である
チオセミカルバゾンは、酸素原子の代わりに硫黄原子を含むセミカルバゾンのアナログである。